# 末田健
末田 健（すえだ たけし、1974年 - 2007年9月26日）は、日本の映像ディレクター。東放学園専門学校放送芸術科卒業。m-floや大塚愛などのPV監督として活躍。
DREAMS COME TRUEのヴォーカリスト吉田美和の内縁の夫。2003年3月に前妻と離婚。2004年5月に吉田との結婚を発表。未入籍のままの事実婚であった。2007年9月26日16時15分、胚細胞腫瘍のため死去。享年33。前妻との間に一児がいる。
1997年に株式会社セップ（SEP）に入社し、ミュージックビデオを中心とした映像制作に携わるようになる。吉田との出会いもDREAMS COME TRUEのミュージックビデオ製作の場であった。

## 主な監督作品
- FUTURE SHOCK VISUAL TRACKS 3rd EDITION
- Clubteria Vol.4
- girllies 〜episode 3〜
- イ・ビョンホン『L.B.H DVD-BOX』
- m-flo『come again』
- モーニング娘。『愛あらばIT'S ALL RIGHT』
- 藤本美貴『ロマンティック浮かれモード』
- 市井紗耶香 in CUBIC-CROSS『失恋LOVEソング』
- 大塚愛「金魚花火 (Music Clip)」、「SHORT FILM ～金魚花火～」
- 浜崎あゆみ『walking proud』
- EXILE『song for you』
- 加藤ミリヤ『Last Summer』
- SOUL SCREAM『Tou-Kyou』『あした』
- DOUBLE『BED』『Shake』『Angel』